# Kenneth Colley
Kenneth Colley (Mánchester, 7 de diciembre de 1937-Ashford, Kent, 30 de junio de 2025) fue un actor británico conocido por su interpretación de Firmus Piett en dos entregas de la saga Star Wars (1980, 1983). También interpretó a Jesucristo en La vida de Brian (1979).

## Filmografía (parcial)
- The Devils (1971)
- Jabberwocky (1977)
- La vida de Brian (1979)
- Star Wars: Episode V - The Empire Strikes Back (1980)
- Firefox (1982)
- Star Wars: Episode VI - Return of the Jedi (1983)
- Contraté a un asesino a sueldo (I Hired a Contract Killer) (1990) de Aki Kaurismäki
- Brassed Off (1996)